# Hospital real de Devonshire

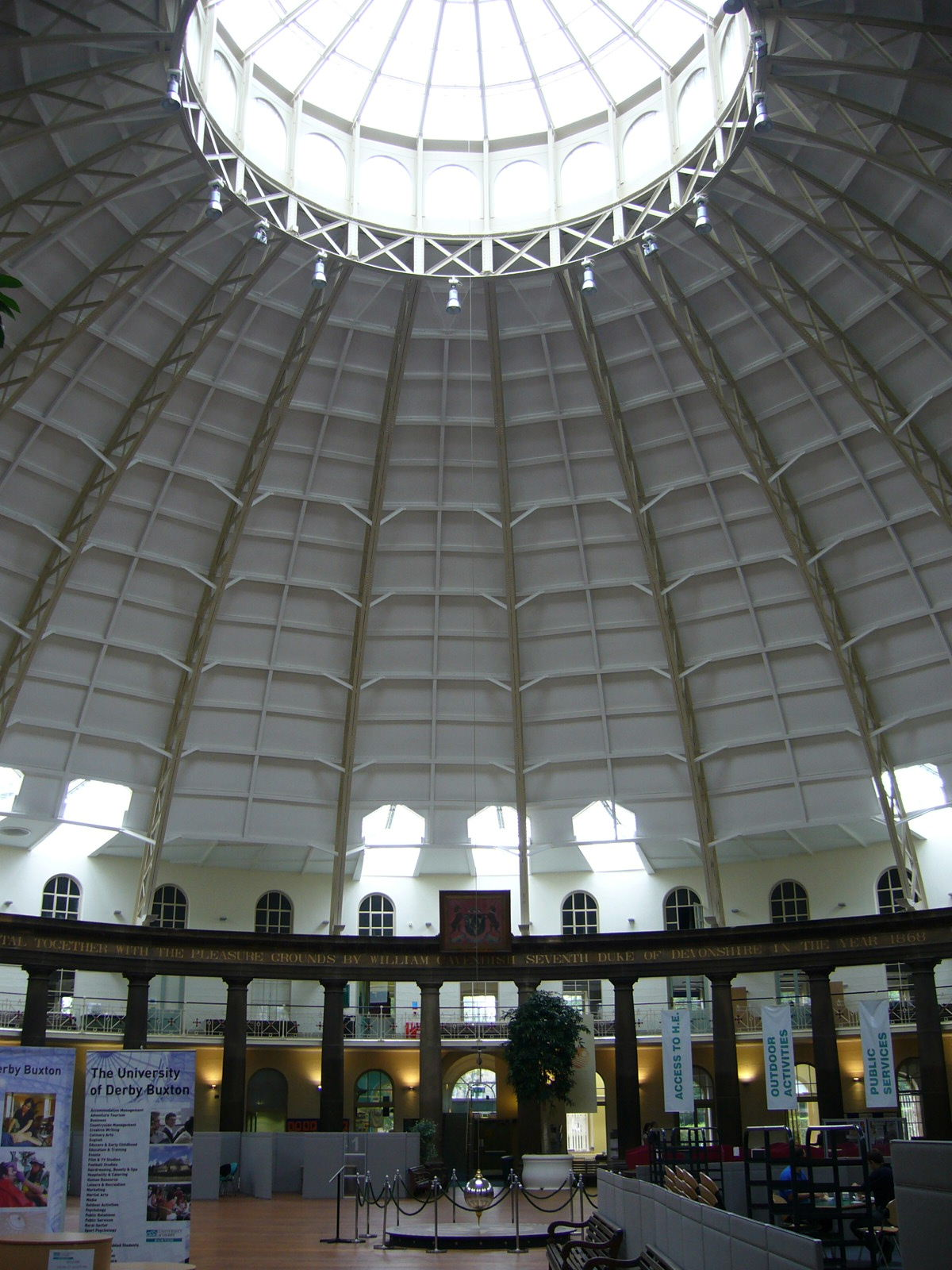
Interior bajo la gran cúpula

El edificio del antiguo Hospital real de Devonshire (del inglés: Devonshire Royal Hospital) (ahora conocido popularmente como el Devonshire Dome) fue un antiguo establo del siglo XVIII construido en la pequeña localidad de Buxton, Derbyshire, luego reconvertido en hospital, y ahora recogido en la lista de monumentos clasificados del Grado II* (edificios particularmente importantes o de especial interés). Fue construido por John Carr de York y ampliado por el arquitecto Robert Rippon Duke, quien le agregó la que era entonces la cúpula sin apoyo más grande del mundo, con un diámetro de 44,2 m. 
Actualmente es la sede del campus de Devonshire de la Universidad de Derby.

## Historia
Construido entre 1780 y 1789, el edificio original fue diseñado por John Carr de York, arquitecto neoclásico, para William Cavendish, quinto duque de Devonshire. De forma octogonal, el edificio albergó hasta 110 caballos y a los sirvientes de los invitados del Hotel Crescent, construido conjuntamente como parte del plan de promoción de Buxton como una ciudad balneario.
En 1859, el Buxton Bath Charity había logrado persuadir al Duque de Devonshire para que permitiese que parte del edificio —que por entonces ya no acomodaba a ninguno de los 110 caballos para los que había sido diseñado— fuese convertido en un hospital de caridad para el uso de 'enfermos pobres' (‘sick poor’) que llegaban para su tratamiento desde la Cottonopolis de Lancashire y Yorkshire. Henry Currey, arquitecto del Hospital Saint Thomas en Londres, convirtió dos terceras partes del edificio en un hospital.
En 1881, los fideicomisarios del Buxton Bath Charity, bajo su presidente William Henry Robertson, nuevamente persuadieron al entonces séptimo duque de Devonshire para cederles el uso de todo el edificio a cambio de proporcionarle nuevos establos en otras partes de la ciudad. El arquitecto local Robert Rippon Duke fue el encargado de diseñar un hospital de 300 camas que pudiera rivalizar con las ciudades de Bath y Harrogate como centros de prestación médica de caridad. El fondo para los convaleciente de los Distritos del algodón (Cotton Districts Convalescent fund) puso 25 000 £ para la conversión. La estructura de acero estaba cubierta con pizarra y propuso que apoyase en 22 brazos o costillas de acero curvados. Sin embargo, el 28 de diciembre de 1879, durante la construcción, ocurrió el desastre del puente de Tay, por lo que el número de brazos se revisó al alza. El ingeniero ferroviario Mr. Footner advirtió que los diseñadores del puente ferroviario Tay no habían tenido en cuenta las tensiones derivadas del viento lateral y de las tormentas.
Se llevaron a cabo otros cambios, completando la torre del reloj y alojamientos en 1882, las salas de cirugía en 1897, los baños spa en 1913, y el comedor y cocinas en 1921. El edificio pasó a ser conocido como Hospital real de Devonshire en 1934.
El Hospital real de Devonshire fue el último de los ocho hospitales hidropáticos en Inglaterra en cerrar cuando se clausuró en 2000.
El 31 de enero de 2001, la Universidad de Derby adquirió el edificio del antiguo hospital. La Universidad recibió una ayuda de £4.7 millones del Heritage Lottery Fund para el proyecto de restauración y reconstrucción.

## Dimensiones
Incluida en el diseño del Rippon Duke estaba la cúpula sin apoyos más grande del mundo, con un diámetro de 44,2 m; superó la del Panteón de Roma (43 m) y la basílica de San Pedro (42 m) de Rom , y la catedral de San Pablo (34 m). Superada por el Springs Hotel West Baden diseñado por Harrison Albright en 1902 (59,45 m), el registro es ahora superado rutinariamente por cúpulas de malla espacial , como el Georgia Dome (256 m), pero el Devonshire sigue siendo la mayor cúpula sin apoyo en el Reino Unido. La cúpula ofrece 467,5 m³ de espacio interior.

## En la actualidad
Restaurado y reabierto en 2003, el edificio principal y sus villas de la época victoriana de los alrededores son ahora parte de la Universidad de Derby. Está siendo utilizado habitualmente como un lugar de celebración de bodas y como espacio de exposiciones. Están abiertos al público cafeterías, tiendas, restaurantes y espacios de estudio, y los visitantes pueden observar la oscilación de un péndulo de Foucault durante ciertas épocas del año. El balneario original del hospital hidropático se ha vuelto a abrir como un centro de spa comercial que ofrece una amplia gama de tratamientos y como lugar de entrenamiento para gestores de spa y terapeutas.